# Angst

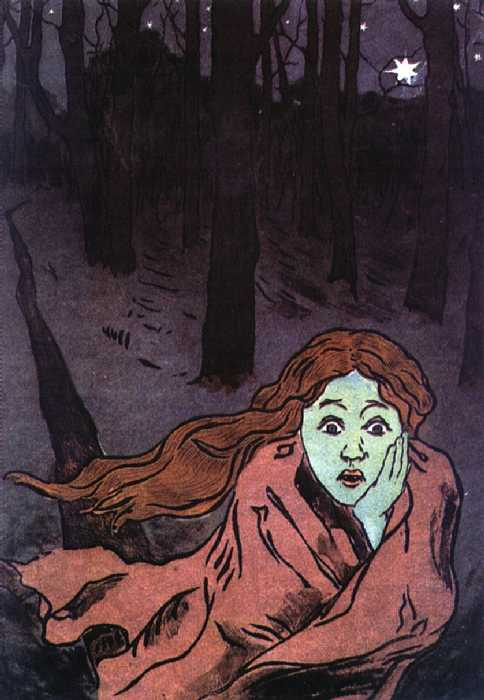
Angst (1895), Maria Yakunchikova

Angst is een emotie veroorzaakt door een waargenomen of vermeende bedreiging en  leidt tot vermijding of ontwijking van de oorzaak. Angst wordt beschouwd als een basaal overlevingsmechanisme, als reactie op een specifieke prikkel, zoals pijn of dreiging van gevaar. Dit laatste  kan, bij een confrontatie met die prikkel of juist een ontwijking daarvan, een vecht-of-vluchtreactie tot gevolg hebben. Bij extreme angst kan verstarring en desoriëntatie optreden.

## Algemeen
Angst is een fysiologische toestand die gekenmerkt is door lichamelijke, cognitieve, emotionele en gedragscomponenten. Angst kent verschillende gradaties. Voorbeelden van mildere vormen zijn ongemak, onrust en bezorgdheid. Voorbeelden van meer extreme vormen zijn paniek, de paniekstoornis en de gegeneraliseerde angststoornis.
Angst is onaangenaam, en heeft ook een belangrijke functie: angst en vrees helpen dieren en mensen om gevaarlijke situaties te herkennen en is cruciaal om te overleven. De mechanismen in de hersenen die angst reguleren zijn evolutionair oud en verstoring van deze mechanismen ligt ten grondslag aan allerlei angststoornissen zoals posttraumatische stressstoornis en paniekstoornis.

## Symptomen
Hevige angst gaat vaak gepaard met lichamelijke verschijnselen als een verhoogde hartslag en bloeddruk, hartkloppingen, duizeligheid, droge mond, pijn in de borst, misselijkheid, kortademigheid en hoofdpijn. Ook kan er sprake zijn van een bleke gelaatskleur, zweten, een verhoogde productie van adrenaline in het bloed en stoornissen in de spijsvertering. Psychologisch gezien gaat angst gepaard met een vaag gevoel van dreiging of gevaar. Soms kan angst een symptoom zijn van stress. De lichamelijke symptomen van angst worden wel gezien als een manier waarop het lichaam zich voorbereidt op bedreiging van buitenaf. Angst kan ook gepaard gaan met depressiviteit. Angst kan ook blijken uit gelaatsexpressies.

## Medicamenten
Anxiolytica zijn psychofarmaca die angst tegengaan. Met name benzodiazepinen (diazepam, alprozalam etc.) worden vaak gebruikt om symptomen van angst te bestrijden. Deze stoffen binden zich met de GABAA-receptoren van de inhiberende neurotransmitter GABA. Ook alcohol blijkt in lage doseringen via hetzelfde type receptoren een anxiolytische werking te hebben.
Antidepressiva, en dan met name de zogenaamde SSRIs (paroxetine, citalopram etc.) worden veelvuldig ingezet ter behandeling van verschillende soorten angst- en paniekstoornissen. Een recente ontwikkeling op het gebied van de medicinale behandeling van angst is de ontdekking dat sommige anti-epileptica ook een angst-verminderende werking hebben; bijvoorbeeld gabapentine en pregabaline. Deze anti-epileptica lijken op de lichaamseigen stof GABA. In tegenstelling tot de meeste anxiolytica beïnvloedt buspiron niet het GABA-systeem, maar gaat een interactie aan met de 5-HT1A serotoninereceptoren.

## Angst en hersenen

### Vreesconditionering
Het ontwikkelen van en de vermindering van angst zijn leerprocessen. Bij het onderzoek naar de mechanismen in de hersenen die een rol spelen bij angst, wordt vaak gebruikgemaakt van vreesconditionering. Hierbij wordt gebruikgemaakt van een onschuldige prikkel, de voorwaardelijke prikkel en een onplezierige, angstopwekkende prikkel, de onvoorwaardelijke prikkel. Een typische vreesconditioneringsprocedure: een proefdier wordt blootgesteld aan een onschuldige prikkel als een geluid, kort daarop gevolgd door een onplezierige prikkel zoals een stroomstootje. Deze procedure wordt een aantal malen herhaald. In de hersenen van het dier vinden aanpassingen plaats waardoor het dier het onschuldige geluid koppelt aan de vervelende stroomstoot: het dier is geconditioneerd. Het gevolg is dat als het dier slechts het onschuldige geluid hoort, het dier het angstige gedrag gaat vertonen alsof het een stroomstoot had gekregen.
De vreesconditionering kan worden doorbroken door de associatie van het onschuldige geluid met de onplezierige stroomstoot te doorbreken. Het proefdier wordt een aantal malen blootgesteld aan alleen het geluid. Het bemerkt dat het niet meer gepaard gaat met de stroomstoot en zodoende leert het dat het geluid onschuldig is en het zal geen angstreacties meer vertonen. De associatie is echter niet volledig uit het geheugen gewist. Als het proefdier in een gevaarlijke positie wordt geplaatst en kort daarna het geluid hoort, dan is de vreesconditionering weer tot stand gebracht.

### Wat gebeurt er in de hersenen?

#### Neuronale circuits
Vele gebieden in de hersenen zijn betrokken bij angst, onder meer de amygdala, de mediale prefrontale cortex en de hippocampus. Met name de amygdala speelt een centrale rol: de amygdala werkt als een schildwacht. Alle binnenkomende prikkels worden eerst door de amygdala beoordeeld, op de vraag of deze prikkel gevaarlijk zou kunnen zijn. Zo ja, dan zet de amygdala, via de substantia grisea centalis het lichaam in de vecht/vluchttoestand.
Bij contra cognitieve psychotherapie, waar angst vooral als een foutieve gedachte wordt gezien, geldt dat de angstprikkel al werkzaam is voordat in de hersenschors ook maar bekend is wat de angstprikkel precies behelsde.
De amygdala bestaat uit twee delen: de pars basolateralis amygdalae die informatie ontvangt over de voorwaardelijke en onvoorwaardelijke prikkel; en de nucleus centralis amygdalae die informatie krijgt die eerder door de pars basolateralis amygdalae is verwerkt.
1. Bij het aanleren van angst komt informatie van zowel de voorwaardelijke als de onvoorwaardelijke prikkel samen in bepaalde angstneuronen in de pars basolateralis amygdalae. Dit leidt tot versterking van het geconditioneerde invoersignaal en activatie van neuronen in de nucleus centralis amygdalae. Vanuit de nucleus centralis amygdalae lopen zenuwen naar de hypothalamus en de hersenstam en ontstaat de angst met de bijbehorende gedrags- en lichamelijke veranderingen als angstgevoelens, snellere hartslag, snellere ademhaling, afname van bloedtoevoer naar de cortex en naar spijsvertering en het scherper maken van de zintuigen.[8][9]
2. Bij het afleren van angst is er sprake van input vanuit de cortex praefrontalis medialis, die neuronen in de nucleus intercalatus amygdalae activeren. Dit kan rechtstreeks, of via uitdovingsneuronen in de pars basolateralis amygdalae. Gevolg is remming van de activiteit van angstneuronen in de nucleus centralis amygdalae; de angst verdwijnt.[8][9] Van belang hierbij is, dat de angst niet traumatisch van aard is geweest. Bij traumatische angst wordt de cortex praefrontalis medialis weinig doorbloed en heeft nauwelijks invloed.
3. Bij opnieuw ontstaan van de angst, is onder andere de hippocampus actief. Deze heeft de oude, pijnlijke informatie bewaard en combineert dit met de actuele situatie en activeert remmende interneuronen in de pars basolateralis amygdalae. De activiteit van de uitdovingsneuronen neemt hierdoor af en de angstreactie is hernieuwd.[8][9]

#### Receptoren
Neurotransmitters zijn stofjes die in de hersenen boodschappen kunnen overbrengen door aan te grijpen op een receptor. Een drietal neurotransmittersystemen, te weten die voor gamma-aminoboterzuur (GABA), serotonine (5-HT) en glutamaat (Glu), spelen een belangrijke rol bij de regulatie van angst. Deze systemen zijn complex: ze hebben een direct effect, ze beïnvloeden elkaar en ook nog andere neurotransmittersystemen.
Benzodiazepinen, de meest gebruikte angstdempende middelen, versterken de werking van het van nature aanwezige GABA, doordat zij aangrijpen op de GABA-A-receptor. GABA-A-receptoren komen zeer veel voor in de hersenen, onder andere in de amygdala. Uit verschillende onderzoeken blijkt dat activatie van de GABA-B-receptor eveneens een angstdempend effect geeft.
De 5-HT-1A receptor, een bepaalde serotoninereceptor, speelt ook een rol bij het verminderen van angst,zoals blijkt uit interactie van het middel buspiron met deze receptor.
Dierproeven tonen aan dat groep II metabotrope glutamaat receptor agonisten en groep I metabotrope glutamaatreceptor antagonisten een angstdempend effect hebben. Er wordt gewerkt aan geneesmiddelen die werken via deze glutamaatreceptoren.

## Vormen van angst
Er bestaan diverse vormen van angst, waarbij sommige vormen aan elkaar zijn gerelateerd of in combinatie voorkomen. Andere vormen, zoals fobieën en paniekstoornissen, lijken min of meer op zichzelf te staan.

### Gericht of niet-gericht
Vrees is angst voor korte tijd gericht op een bepaald object of situatie. Als de oorzaak, bijvoorbeeld een onweersbui voorbij is, is de vrees ook verdwenen. Angst kan ook ongericht zijn. In dat geval is er sprake van vrijzwevende of vrij flotterende angst (Duits: freischwebende/frei flottierende Angst).

### Paniek
Paniek is een plotselinge hevige schrik of angst die gepaard gaat met zweten, het stokken van de ademhaling, een onregelmatige hartslag, duizeligheid en gevoel van onwerkelijkheid. Een paniekstoornis is het regelmatig terugkeren van paniekaanvallen.

### Obsessieve-compulsieve stoornis
Bij een obsessieve-compulsieve stoornis staan obsessies (gedachten die ons niet willen verlaten) en dwanggedrag (het gevoel bepaalde handelingen steeds te moeten herhalen) centraal.

### Fobie
Een specifieke en vaak hevige vorm van vrees is fobie (Grieks φόβος, vrees). Hierbij is vrees gericht op specifieke objecten zoals bepaalde dieren als spinnen of situaties, zoals kleine ruimtes, grote hoogtes of ruimtes, optreden in het openbaar, sociale contacten, etc.

### Sociale angst
Een sociale fobie heeft betrekking op sociale contacten. Ook faalangst, de angst om in de ogen van anderen te kort te schieten, is een vorm van sociale angst.

### Schrikken
Schrikken is een reflexmatige lichamelijke reactie op onverwachte en intense prikkels, zoals een hard geluid. Een toestand van angstigheid kan de schrikreactie verhevigen, zie versterkte schrikreactie.

### Chronische angst
Chronische hevige angst kan leiden tot een ernstige verstoring van het normale gedrag, een gegeneraliseerde angststoornis.

### Angst in groepen
Paniek en angst komen niet alleen bij individuen voor, maar treden soms ook op in groepen. Denk aan situaties als: brand in een bioscoop of een motorstoring in een passagiersvliegtuig.

### Toestand of karaktertrek
In de meeste vormen zoals hierboven omschreven kan angst worden opgevat als een toestand, de toestandsangst (Engels: state anxiety), of als een karaktertrek, de angstdispositie (trait anxiety). Angst als karaktertrek duidt op stabiele verschillen tussen individuen in hun reactie op of anticipatie van bedreigende situaties of prikkels. De persoonlijkheidstrek neuroticisme predisponeert tot ontwikkeling van angststoornissen en kan ook tijdelijk verhoogd zijn ten gevolge van angstsymptomen.

## Oorzaken van angst
Angst kan allerlei oorzaken hebben:
- biologische fysieke kwetsbaarheid

Zo'n 20% van de mensen hebben een gevoeliger zenuwstelsel dat extremer reageert op prikkels uit de omgeving. Dit wordt soms gezien als angst als karaktertrek: sommige mensen zijn van nature angstiger / voorzichtiger dan andere mensen. Verder zijn er aanwijzingen dat bij obsessieve-compulsieve stoornissen of paniekstoornisen genetische componenten een rol kunnen spelen.
- ontstaan door een ingrijpende gebeurtenis, trauma

Bijvoorbeeld een geboortetrauma: extreme niveaus van stresshormonen bij pasgeborenen die effect hebben in het verdere leven van het individu. Of het meemaken van een voedseltekort: de gevolgen voor de gezondheid en angstniveaus blijken langdurig te zijn. Maar ook geweldsdelicten en bedreigingen die men meemaakt of anderen ziet meemaken.
- aangeleerde angst

Dierproeven hebben aangetoond dat een neutrale prikkel door associatie met een schadelijke prikkel op den duur ook angst kan opwekken. Hetzelfde principe blijkt ook voor mensen op te gaan. Aangeleerde angstreacties kunnen in sommige gevallen ook weer worden afgeleerd. Een veel gebruikte therapeutische techniek om angst en fobieën te verminderen is systematische desensitisatie.
- angst, cultuur en media

De inhoud van angst is cultureel en historisch bepaald aldus Frank Furedi: Godvrezendheid in de Middeleeuwen, de angst voor terroristische aanslagen of politieke bewegingen zoals die van het anarchisme en socialisme in de negentiende eeuw, angst voor werkloosheid in de jaren 1930, de atoombom na 1945, terrorisme na aanslagen op 11 september 2001. Angst bij kinderen kan ook ontstaan door de invloed van televisie en gewelddadige films. Dit kan betrekking hebben op allerlei zaken, zoals wilde dieren, natuurrampen en gewelddadige personen. Ook objecten of voorstellingen uit griezelfilms, die op zich beschouwd een culturele uiting of neerslag vormen van menselijke angsten of angstobjecten, kunnen een bron van angst en slapeloosheid zijn voor daarvoor gevoelige kinderen.
- strijd tegen ervaringen

Mensen hebben allerlei belevingen zoals gewaarwordingen, gedachten, gevoelens en herinneringen. Vaak beoordelen mensen deze als negatief en gaan ze zich er tegen verzetten of deze proberen te controleren. Dit is experiëntiële vermijding. Het is aangetoond dat experiëntiële vermijding leidt tot een versterking van problemen. Normale angst kan hierdoor bijvoorbeeld problematisch worden. Een vrij nieuwe gedragstherapeutische stroming is grotendeels gericht op het werken rond deze experiëntiële vermijding, de acceptance and commitment therapy (ACT)

## Normale angst
Een gevoel van angst hoeft niet altijd pathologisch te zijn, net als gevoelens als boosheid en neerslachtigheid kan het een teken zijn van een normale aanpassing van het organisme aan gevaarlijke, moeilijke of extreme omgevingscondities. Voorbeelden zijn soldaten aan het front, luchtaanvallen en calamiteiten. Angst prepareert daarbij het organisme op mogelijk gevaar en het ondernemen van bepaalde acties, zoals vluchten voor gevaar. Hevige angst kan in combinatie met de daarbij optredende verhoogde fysiologische arousal gepaard gaan met een blikvernauwing, waarbij alleen de saillante prikkels uit de omgeving worden verwerkt en details niet meer worden waargenomen. Angst treedt ook vaak op in minder extreme omstandigheden zoals spreken in het openbaar, het doen van een examen (examenvrees) en het leveren van een sportprestatie. Deze vormen van angst hebben vaak een anticiperend karakter. Beweerd wordt dat een milde vorm van angst zelfs de prestatie kan verbeteren.

## Angst en vrees
Soms wordt er een onderscheid gemaakt tussen angst en vrees, waarbij het dan bij angst zou gaan om meer onbestemde gevoelens van onbehagen en bij vrees voor een meer concreet gevaar.